# Jean-Paul Le Chanois
Jean-Paul Le Chanois, echte naam Jean-Paul Étienne Dreyfus (Parijs, 25 oktober 1909 – Passy (Haute-Savoie), 8 juli 1985), was een Franse filmregisseur en scenarioschrijver. Hij stond bekend als een geëngageerde cineast.

## Leven en werk

### Opleiding en eerste stappen in de filmwereld
Jean-Paul Le Chanois behaalde een universitair diploma in de rechten en in de filosofie. Hij vatte daarna studies geneeskunde aan die hij stopzette om allerlei beroepen uit te oefenen. In 1930 kon hij beginnen te werken voor La Revue du Cinéma, de verre voorloper van de Cahiers du cinéma. Hij leerde er Jacques Prévert kennen die hem politiek bewust maakte. Hij kreeg de gelegenheid mee te spelen in enkele films van Pathé zoals L'affaire est dans le sac (1932), het solodebuut van Pierre Prévert. 

### Politiek engagement
Net als de gebroeders Prévert was hij lid van het politiek geëngageerde toneelgezelschap Groupe Octobre. Hij sloot zich in 1933 aan bij de Franse Communistische Partij (de PCF). Hij maakte ondertussen naam als regieassistent voor onder meer Anatole Litvak en Jean Renoir en als scenarioschrijver voor onder meer Maurice Tourneur en Richard Pottier. In die periode deed hij ook heel wat ervaring op met het verwezenlijken van documentaires. Als geëngageerde documentarist werkte hij met Jean Renoir samen aan La vie est à nous (1936), een in opdracht van de PCF gedraaide propagandafilm die de kiescampagne van het Front Populaire moest ondersteunen. Hij maakte enkele kortfilms over de Spaanse Burgeroorlog zoals España 36 (1937) die hij samen met Luis Bunuel draaide. Hij realiseerde nog andere militante documentaires voor de PCF zoals La Vie d'un homme (1938), het portret van de populaire vroeg gestorven communistische politicus Paul Vaillant-Couturier, en de propagandafilm Le Temps des cerises (1938) over het wraakroepend verschil tussen arm en rijk. 

### In het verzet
Tijdens de Tweede Wereldoorlog was hij actief in het verzet. In 1947 voltooide hij zijn laatste documentaire, Au coeur de l'orage, over de weerstand in de Vercors. Het is de enige film die tijdens de Duitse bezetting gemaakt is over de gewapende weerstand.

### 1946-1966: lange speelfilmregisseur
Na de oorlog probeerde hij zijn scenario's zelf te verfilmen, wat lukte met vier films waarin Bernard Blier de hoofdrol speelde. Onder die prenten vielen de succesfilms L'École buissonnière (1949) en Sans laisser d'adresse (1951) op door hun warme charme en hun eerlijke toon. 
Zijn commercieel en artistiek hoogtepunt brak aan halfweg de jaren vijftig. In die periode deed hij meer dan eens een beroep op het acteertalent van Bernard Blier, Jean Gabin, Silvia Monfort en Robert Lamoureux. De zedenkomedie Papa, maman, la Bonne et moi (1954) waarop hij twee jaar later met Papa, maman, ma femme et moi (1956) een vervolg schreef, viel erg in de smaak. Ook het grootse tweedelige drama Les Misérables (1958), zijn versie van Victor Hugo's roman, genoot enorme bijval. Dit meesterwerk van menselijke grootmoedigheid werd gedragen door de sterke vertolkingen van Jean Gabin als Jean Valjean, van Bernard Blier als inspecteur Javert en van Bourvil als Thénardier. 
Met Jean Gabin die zijn fetish acteur  werd met Le Cas du docteur Laurent (1957) draaide hij nog de komedies Monsieur (1964) en Le Jardinier d'Argenteuil (1966), meteen zijn laatste bioscoopfilm. 

### Blijvend engagement
Ook in zijn glansperiode bleef Le Chanois een geëngageerde filmmaker: in Papa, maman, ma femme et moi raakte hij de thematiek van de woningschaarste aan, in Le Cas du docteur Laurent pleitte hij voor pijnloze bevallingen en in Par-dessus le mur (1961) had hij het over de valkuilen van een te vrije opvoeding.

### Jean Gabin
Samen met Gilles Grangier, Denys de La Patellière en Henri Verneuil blies hij de naoorlogse carrière van Jean Gabin vanaf de jaren vijftig nieuw leven in. 

### Privéleven
Hij leefde van 1955 tot 1962 samen met de toneelactrice en toneeldirectrice Silvia Monfort.
Jean-Paul Le Chanois overleed op 75-jarige leeftijd in 1985.

## Filmografie

### Filmregisseur

#### Lange speelfilms
- 1936 - La vie est à nous (regie samen met Jean Renoir, Jacques Becker, André Zwobada, Pierre Unik, Henri Cartier-Bresson, Paul Vaillant-Couturier, Jacques-Bernard Brunius)
- 1936 - Le Souvenir - Espagne 36 (documentaire)
- 1937 - Au secours du peuple catholique basque - L'ABC de la liberté (documentaire)
- 1938 - La Vie d'un homme (documentaire)
- 1938 - Le Temps des cerises (propagandafilm)
- 1939 - Un peuple attend (Au pays du vin) (documentaire)
- 1939 - Une idée à l'eau (L'Irrésistible Rebelle) (samen met Marco de Gastyne)
- 1946 - Messieurs Ludovic
- 1948 - Au cœur de l'orage (documentaire)
- 1949 - L'École buissonnière
- 1951 - La Belle que voilà
- 1951 - Sans laisser d'adresse
- 1952 - Agence matrimoniale
- 1953 - Village magique
- 1954 - Papa, maman, la Bonne et moi
- 1955 - Les Évadés
- 1955 - Papa, maman, ma femme et moi
- 1957 - Le Cas du docteur Laurent
- 1958 - Les Misérables
- 1960 - La Française et l'Amour (sketch La Femme seule)
- 1961 - Par-dessus le mur
- 1962 - Mandrin, bandit gentilhomme
- 1964 - Monsieur
- 1966 - Le Jardinier d'Argenteuil
- 1973 - Terres des Baux en péril (korte film)

#### Televisie
- 1969-1970 - Madame, êtes-vous libre ? (televisieserie)
- 1972 - La Paroi (televisiefilm)
- 1976 - Le Berger des abeilles (televisiefilm)

### Scenario- en dialoogschrijver (selectie)

#### Langspeelfilms
- 1942 - Huit hommes dans un château (Richard Pottier)
- 1943 - Picpus (Richard Pottier)
- 1944 - La Main du diable (Maurice Tourneur)
- 1944 - Cécile est morte (Maurice Tourneur)
- 1948 - Impasse des Deux-Anges (Maurice Tourneur)
- 1948 - La Dame d'onze heures (Jean Devaivre)
- 1952 - La Maison dans la dune (Georges Lampin)
- 1953 - Alerte au Sud (Jean Devaivre)

#### Televisie
- 1971 - La Mère (film)

### Regieassistent
- 1935 - L'Équipage (Anatole Litvak)
- 1935 - Kœnigsmark (Maurice Tourneur)
- 1938 - La Marseillaise (Jean Renoir)
- 1940 - De Mayerling à Sarajevo (Max Ophuls)

### Acteur
- 1932 - L'affaire est dans le sac (Pierre Prévert) (middellange film)
- 1940 - De Mayerling à Sarajevo (Max Ophuls)

## Theaterregisseur
- 1960 - Phèdre van Racine
- 1965 - Don Quichotte van Yves Jamiaque naar Miguel de Cervantes

## Chanson
Le Chanois schreef ook de tekst voor enkele liedjes van Édith Piaf (Un monsieur me suit dans la rue) en Yves Montand.

## Prijzen
- 1951 - Sans laisser d'adresse : Gouden Beer op het Internationaal filmfestival van Berlijn
- 1955 - Les Évadés : Grand prix du cinéma français